# Tulasnella helicospora
Tulasnella helicospora är en svampart som beskrevs av Raunk. 1918. Tulasnella helicospora ingår i släktet Tulasnella och familjen Tulasnellaceae.   Inga underarter finns listade i Catalogue of Life.